# Annakirche (Ustroń)
Die Annakirche (polnisch Kościół św. Anny w Ustroniu) im Stadtteil Nierodzim von Ustroń, Polen, ist eine römisch-katholische Pfarrkirche in den Schlesischen Beskiden. Sie ist der heiligen Anna geweiht. Sie ist die älteste erhaltene Kirche in Ustroń.

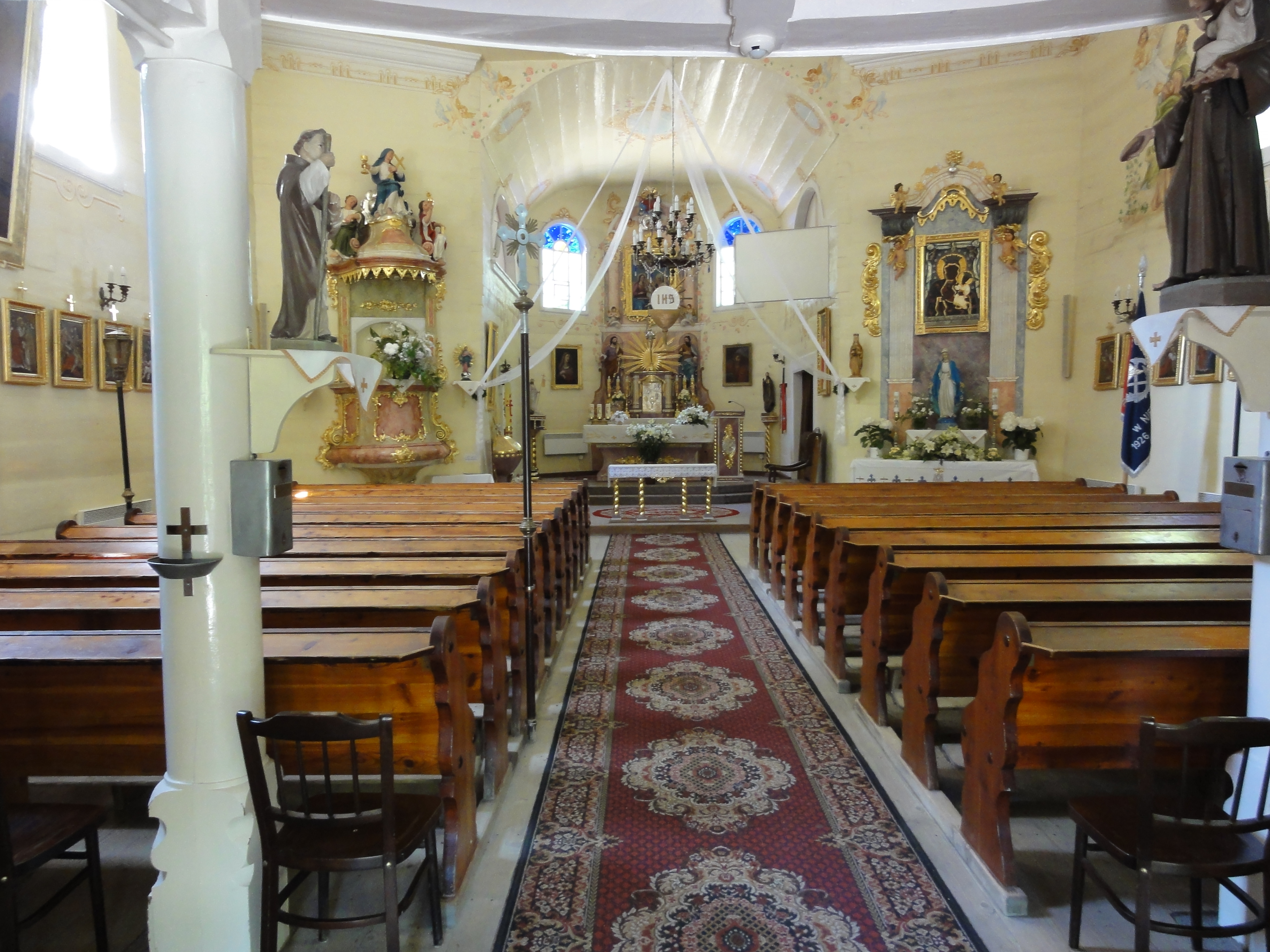
Innenraum

## Geschichte
An der Stelle der Kirche befand sich ursprünglich eine von der Lutheraner gebaute Kirche, die im Zuge der Gegenreformation unter den Habsburgern 1654 an die Katholiken kam. Der ursprüngliche Bau wurde 1740 abgetragen und die Kirche entstand 1769 neu. Stifter der neuen Kirche war Antoni Goczałkowski, der damalige Grundherr von Nierodzim. Der Altar ist von 1704 und die Innenausstattung im Rokokostil ebenfalls aus dem 18. Jahrhundert. Die Kirche ist seit 1929 denkmalgeschützt und Teil des schlesischen Teils des Holzarchitekturwegs der Beskiden.